# Фролов, Вадим Григорьевич
Вадим Григорьевич Фролов (11 ноября 1918, Нижний Новгород — 5 октября 1994, Санкт-Петербург) — советский писатель и театральный критик, редактор.

## Биография
Вадим Григорьевич Фролов родился 11 ноября 1918 года в Нижнем Новгороде. В возрасте 7 лет был усыновлён Григорием Никитичем Фроловым. Его родной отец — художник, журналист, член партии эсеров Иван Иванович Калюжный умер в мае 1934 года в эмиграции (в Праге). Мать — политкаторжанка, бывшая эсерка, арестована НКВД и расстреляна в 1938 году.
Вадим Фролов, студент Института водного транспорта, и его отчим были высланы в г. Сарапул как «члены семьи врага народа». В ссылке Вадим несколько месяцев провёл в тюрьме, после чего его отправили вместе с женой Тамарой Ирдт в село Кигбаево, где он работал учителем физики и математики в средней школе и учился заочно в Ижевском педагогическом институте.
В 1941 году родился первый сын Валерий.
В 1943 году по собственному желанию (так как ссыльных в армию не брали) ушёл на фронт, служил в зенитной артиллерии в звании сержанта. Демобилизовался осенью 1945 года. Первые его литературные произведения — стихи — печатались во фронтовых газетах.
В 1946 году Вадим Фролов поступил на филологический факультет (отделение журналистики) Ленинградского университета. В 1948 году женился на своей сокурснице Е. Биневич (впоследствии — журналистка и писательница Евгения Фролова).
В период учёбы был удостоен первой премии на университетском конкурсе за рассказ «Лучшая книга». Однако при распределении ему, как сыну врага народа, не доверили работу в советской печати, а направили учителем в Иркутскую область. В школе в середине учебного года преподаватель литературы не был нужен, и Фролов стал заведующим литературной частью в театре Музкомедии, затем в ТЮЗе г. Иркутска. В это время он писал театральные рецензии, пьесы для детского театра и киносценарии для местной студии кинохроники.
В 1952 году родились двойняшки Саша и Маша: Александр Фролов впоследствии стал известным петербургским поэтом, Мария — художественный руководитель Дома культуры ВОГ.
В 1956—1958 годах В. Фролов работал в Управлении культуры Великолукской области, одновременно сотрудничая в газете и на радио как театральный критик. Вернувшись в Ленинград, работал редактором технического издательства, продолжал писать театральные и литературные рецензии.
В 1959 году был редактором и составителем сборника рассказов молодых прозаиков «Начало пути» (Лениздат).
Первое художественное произведение Вадима Фролова — повесть «Что к чему…» — была опубликована в журнале «Юность» в 1966 году и тогда же вышла в Лениздате отдельной книгой. Вскоре она была переведена на английский язык Джозефом Барнсом и издана сначала в США, затем в Великобритании, где выдержала три издания (в том числе в серии «Лучшая книга»), а впоследствии в Австралии. Повесть была также переведена и издана в Испании, Японии, Польше, Болгарии, Югославии и других странах. В некоторых странах повесть была рекомендована школам для обязательной программы внеклассного чтения.
По мотивам «Что к чему…» в соавторстве с Иосифом Ционским была написана одноимённая пьеса, прошедшая во многих театрах, а также поставлен фильм «Мужской разговор», получивший в 1971 году приз «Серебряная Минерва» на Международном кинофестивале в Венеции.
В последующие годы В. Фроловым были опубликованы повести «Невероятно насыщенная жизнь», «Что посеешь…», «В двух шагах от войны», по мотивам которых созданы радиоспектакли. В соавторстве с Евгенией Фроловой написан историко-документальный роман «Вечная Кара». Последнее произведение В. Фролова — автобиографическая повесть «Жернова» издавалась в 1992, 1994 и 2011 годах.
Вадим Фролов — член Союза писателей СССР и Союза писателей Санкт-Петербурга. Его творчество отмечено в Британской Энциклопедии.
Награждён орденом Отечественной войны II степени (06.04.1985).
Похоронен на Волковском православном кладбище Санкт-Петербурга. С ним похоронена жена, Евгения Исаевна Фролова (1927—2020) — журналист, писатель, историк. Также установлен кенотаф родителям Вадима Фролова — Розалии Рабинович и Ивану Калюжному.

## Награды
- 1950 — Рассказ «Лучшая книга» получил первую премию газеты «Ленинградский университет».
- 1968 — Повесть «Что к чему…» награждена особой премией США — Почетным дипломом Ассоциации изучения ребёнка.
- 1971 — Фильм «Мужской разговор» (по пьесе «Что к чему…») отмечен премией «Серебряная Минерва» на фестивале в Венеции.

## Творчество
- "Что к чему..." (1966)
- "Невероятно насыщенная жизнь" (1969)
- "Что посеешь..." (1973)
- "В двух шагах от войны" (1975)
- "Рождение" - в соавторстве с М. Плюхиной (1978)
- Рассказы "Считаю до трех", "Пойми причину", "Телеграфный язык" и др.
- "Вечная кара" - историко-документальный роман в соавторстве с Е. Фроловой (1992)
- "Жернова" - автобиографическая повесть (1993)

## Рецензии на "Что к чему"
- Книжный обзор. О книге Вадима Фролова (англ.) // Washington Post. — 3.11.1968.

Это - прекрасная книга, наполненная замечательными эпизодами и людьми, и, несмотря на печальный сюжет, тонким юмором. Ни один англоязычный современный автор не нарисовал более убедительной картины мира мальчика.
- L.L.Day. колонка редактора (англ.) // Saturday Review. — 16.11.1968.

Изумление от прочтения повести м-ра Фролова - это чувство, всегда возникающее при встрече с книгой, которая абсолютно честна как в изображении своих героев, так и в разговоре с читателем.
- Jessica Jenkins.  (англ.) // Books and Bookmen. — май 1970.

Не могу вспомнить ни одного британского писателя, который в книге, предназначенной для молодежи, так честно и в то же время сочувственно обнажает несостоятельность общества и слабости взрослых. Наши писатели, как правило, больше заняты объяснением и укреплением взаимоотношений взрослых. Поскольку известно, как заботят молодых людей социальные проблемы, странно видеть, как редко встречается какая бы то ни было критика общества в книгах, написанных для юного читателя. Возможно, это пример нашего нежелания понять, что на самом деле хочет читать молодежь.

## Установка мемориальной доски

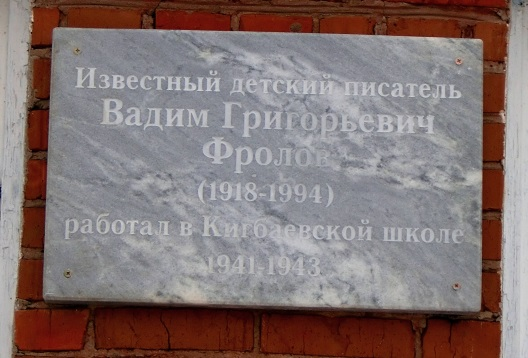
Мемориальная доска писателю Вадиму Фролову, установленная в Кигбаево

28 января 2015 г. в селе Кигбаево на здании школы, в которой Вадим Фролов в военные годы работал директором, была установлена мемориальная доска. Открытие доски сопровождалось праздником, в котором участвовали педагоги и учащиеся школы, а также приехавшие из Петербурга сыновья писателя Александр и Валерий и главный редактор РИИИ РАН Е. П. Щеглова.